# Stipa curvifolia
Stipa curvifolia är en gräsart som beskrevs av Jason Richard Swallen. Stipa curvifolia ingår i släktet fjädergrässläktet, och familjen gräs. Inga underarter finns listade i Catalogue of Life.